# Озёры (городской округ)
Городской округ Озёры — упразднённое муниципальное образование на юго-востоке Московской области России. В рамках административно-территориального устройства ему соответствовал город областного подчинения Озёры с административной территорией.
Административный центр — город Озёры.
Образован в 2015 году, включив в себя все 60 населённых пунктов упразднённого тогда же Озёрского муниципального района. Упразднён в 2020 году путём объединения городского округа Озёры и Коломенского городского округа в единое муниципальное образование Городской округ Коломна.

## География
Городской округ был расположен на левом берегу реки Оки в 135 километрах к юго-востоку от Москвы и занимает площадь 549,06 км². Граничит с городскими округами Ступино, Кашира, Зарайск и Коломенским.

## История
Законом Московской области от 18 марта 2015 года № 30/2015-ОЗ, Озёрский муниципальный район был упразднён, а все входившие в его состав поселения (сельские поселения Бояркинское, Клишинское и городское поселение Озёры) были объединены в единое муниципальное образование  — городской округ Озёры.
Постановлением губернатора Московской области от 13 апреля 2015 года № 128-ПГ, были упразднены территориальные единицы Озёрского района — сельское поселение Бояркинское и сельское поселение Клишинское. Населённые пункты, входившие в их состав, административно подчинили городу Озёры, который отнесли к категории городов областного подчинения Московской области. Вследствие этого, была упразднена административно-территориальная единица Московской области — Озёрский район Московской области.
17 мая 2015 года Озёрский район как административно-территориальная единица области был упразднён: вместо него образована новая административно-территориальная единица — город областного подчинения Озёры с административной территорией.
Городской округ Озёры упразднён 6 октября 2020 года путём объединения с Коломенским городским округом в единое муниципальное образование Городской округ Коломна.
5 ноября 2020 года сельские населённые пункты, подчинённые Озёрам, были отнесены в подчинение Коломне. 10 декабря 2020 года измененена категория города Озёры на категорию города, административно подчинённого городу областного подчинения Коломне.

## Население
| 2016   | 2017    | 2018    | 2019    | 2020    |
| ------ | ------- | ------- | ------- | ------- |
| 35 563 | ↘35 272 | ↘34 981 | ↘34 505 | ↘34 086 |

### Урбанизация
В городских условиях (город Озёры) проживали 69,9 % населения городского округа.

## Населённые пункты
| №  | Населённый пункт                    | Тип населённого пункта        | Население |
| -- | ----------------------------------- | ----------------------------- | --------- |
| 1  | Александровка                       | деревня                       | ↗50       |
| 2  | Бабурино                            | деревня                       | ↘224      |
| 3  | Бардино                             | деревня                       | ↗5        |
| 4  | Бебехово                            | деревня                       | ↗13       |
| 5  | Бело-Колодезский участок            | посёлок                       | ↗79       |
| 6  | Белые Колодези                      | село                          | ↗228      |
| 7  | Боково-Акулово                      | деревня                       | ↘90       |
| 8  | Болдаевка                           | деревня                       | →6        |
| 9  | Болобново                           | деревня                       | ↘17       |
| 10 | Большое Уварово                     | деревня                       | ↘219      |
| 11 | Бояркино                            | село                          | ↗817      |
| 12 | Бутьково                            | деревня                       | ↗27       |
| 13 | Варищи                              | деревня                       | ↘15       |
| 14 | Горы                                | село                          | ↗1211     |
| 15 | Доношово                            | деревня                       | ↘19       |
| 16 | Дулебино                            | деревня                       | ↗26       |
| 17 | Емельяновка                         | деревня                       | ↘718      |
| 18 | Жиливо                              | деревня                       | ↗94       |
| 19 | Каблучки                            | деревня                       | ↗6        |
| 20 | Каменка                             | деревня                       | ↗49       |
| 21 | Климово                             | деревня                       | ↗26       |
| 22 | Клинское                            | деревня                       | ↗9        |
| 23 | Клишино                             | село                          | ↘336      |
| 24 | Кобяково                            | деревня                       | ↗6        |
| 25 | Комарёво                            | село                          | ↗104      |
| 26 | Кудрино                             | деревня                       | →1        |
| 27 | Лёдово                              | деревня                       | ↘27       |
| 28 | Липитино                            | деревня                       | ↗40       |
| 29 | Люблино                             | деревня                       | ↗2        |
| 30 | Марково                             | деревня                       | ↗37       |
| 31 | Мощаницы                            | деревня                       | ↘90       |
| 32 | Найдено                             | деревня                       | ↗20       |
| 33 | Облезьево                           | деревня                       | ↗100      |
| 34 | Озёры                               | город, административный центр | ↘23 826   |
| 35 | Паткино                             | деревня                       | ↘14       |
| 36 | Полурядинки                         | село                          | ↘885      |
| 37 | Протасово                           | село                          | ↘174      |
| 38 | Реброво                             | деревня                       | ↘5        |
| 39 | Редькино                            | село                          | ↘568      |
| 40 | Речицы                              | деревня                       | →8        |
| 41 | Рудаково                            | деревня                       | ↗14       |
| 42 | Свиридоново                         | деревня                       | ↗17       |
| 43 | Сенницы-1                           | село                          | ↗98       |
| 44 | Сенницы-2                           | село                          | ↘61       |
| 45 | Сенцово                             | деревня                       | ↗14       |
| 46 | Сеньково                            | село                          | ↘255      |
| 47 | Смедово                             | деревня                       | ↗71       |
| 48 | Сосновка                            | село                          | ↘401      |
| 49 | Старое                              | деревня                       | ↗10       |
| 50 | Стояньево                           | деревня                       | ↘13       |
| 51 | Стребково                           | деревня                       | ↘2        |
| 52 | Тарбушево                           | деревня                       | ↘588      |
| 53 | Трегубово                           | деревня                       | ↘9        |
| 54 | Фофаново                            | деревня                       | ↗9        |
| 55 | Фроловское                          | село                          | ↘56       |
| 56 | Холмы                               | деревня                       | ↗86       |
| 57 | Храброво                            | деревня                       | ↗13       |
| 58 | центральной усадьбы совхоза «Озёры» | посёлок                       | ↘2038     |
| 59 | Чиликино                            | деревня                       | ↘2        |
| 60 | Якшино                              | деревня                       | ↗50       |

## Общая карта
Легенда карты:
|  | Более 25 000 жителей |
|  | 1000—3000 жителей    |
|  | 500—1000 жителей     |
|  | 200—500 жителей      |
|  | Менее 200 жителей    |

## Местное самоуправление
- Михаил Николаевич Кирилов — исполнял обязанности главы городского округа Озёры 3 недели. Сложил полномочия после встречи с губернатором Воробьёвым.
- Дмитрий Семёнович Богданов — 13 января 2016 года назначен главой городского округа Озёры советом депутатов Озёрского муниципального района.
- Черкасова Алла Алексеевна — с начала 2019 года.

## Экономика
В городском округе представлены такие отрасли, как текстильная промышленность, пищевая промышленность, машиностроение и металлообработка, производство строительных материалов. Действуют 19 промышленных предприятий, в том числе:
- Кондитерский комбинат «Озёрский сувенир»
- Предприятие «Стар-Натурдарм»
- булочно-кондитерский комбинат ООО «АГРОПРОМ РС»,
- Озёрский механический завод
- Предприятие «Озёрская промышленная компания»
- Озёрский молочный комбинат
- Индустриальный парк «Озёры»[24].

## Здравницы и лечебницы
- «Ока» — федеральный санаторий опорнодвигательного лечения Минздрава России. (до 1993 года — дом отдыха Верховного совета РСФСР)[25]
- Санаторий «Озёры» — принимает на лечение и отдых взрослых, а также родителей с детьми от 3 лет.
- Пансионат «Озёрский» — Открытие состоялось 10 марта 2014 года. В пансионате «Озёрский» будет работать три отделения: 2 стационара и отделение дневного пребывания. Первыми новосёлами стали подопечные Дома для одиноких и престарелых.

## Радио и телевидение
Так как городской округ Озёры находится в приокской пойме, сигналы от Останкинской телебашни до города не доходят, поэтому жители района пользуются услугами зарайского эфирного телевидения, которое транслирует два телеканала: «Первый канал» 40 ТВк и «Россия» 37 ТВк. Мощность передатчиков 20 КВт.
Также Зарайск транслирует радио «РТВ-Подмосковье» на частоте 68,18 УКВ (4 КВт). В Озёрах есть также свой ретранслятор, который транслирует «Первый канал» на 12 ТВк (0.1 КВт) и «Радио России» (с трансляцией «Радио Озёры») на частоте 101,6 FM (0.1 Квт). Также возможен прием радиостанций из Тулы: Наше Радио на частоте 101.9 FM, Авторадио 104.4 FM и Love Radio 105.8 FM.
В конце 2013 года в Зарайске запущено цифровое телевидение.
Жители наиболее крупных населённых пунктов округа имеют возможность смотреть практически все основные каналы телевидения. Эту услугу предоставляет предприятие «Озёрское кабельное телевидение», созданное в 1995 году. Зона покрытия: г. Озёры, н.п. Редькино, н.п. Горы, н.п. Емельяновка.
Редакция программ телевидения 2 раза в неделю по вторникам и четвергам в 20.00 на 6 ТВк «Подмосковье» выпускает информационно-аналитическую программу «Панорама».

## Спорт
- Ледовый дворец «Арена Легенд» Крытая хоккейная арена на 300 зрительных мест
- Стадион имени Алексея Гринина
- Стадион «Юность»
- Дворец спорта «Озёры» — Включает в себя многофункциональный зал на 800 человек позволяющий проводить соревнования по мини-футболу, теннису, баскетболу, волейболу, аэробике и другим видам спорта, а также культурно-массовые мероприятия. Бассейн с пятью дорожками 25 метров. Тренажёрный зал. Секции по кик-боксингу, самбо, плаванию, художественной гимнастике, волейболу, мини-футболу, теннису, танцам.
- Детская спортивная школа
- Спортивная школа «Чайка»
- На территории 7 хоккейных коробок

## Культура
- Детская школа искусств — Детей обучают педагоги по классу фортепиано, духовые инструменты, струнные инструменты, сольфеджио, музыкальная литература, хоровое пение, изобразительное искусство, хореография.
- Городской дворец культуры — Включает в себя такие коллективы как хореографический коллектив «Ровесник», духовой оркестр, ансамбль барабанщиц «Озерчанка», хор Русской песни, вокальный коллектив «Калинка».
- Кинотеатр «Амигос»
- Клуб в деревне Тарбушево
- Клуб в совхозе Озёры
- Клуб в деревне Емельяновка
- Клуб в селе Клишино
- Клуб в селе Полуряденки
- Клуб в селе Сосновка
- Клуб в селе Горы
- Клуб в селе Белые колодези
- Клуб в селе Бояркино
- Клуб в деревне Большое Уварово
- Клуб в деревне Боково-Акулово
- Парк культуры и отдыха «Летний сад»
- Парк культуры и отдыха «Дубки»

## Образование
На территории городского округа Озёры расположены 9 общеобразовательных школ, одна гимназия.
Центр детского творчества.

## СМИ
- «Заря Озёры»

## Известные люди
- Катуков, Михаил Ефимович — Маршал, Герой Советского Союза.
- Гринин, Алексей Григорьевич — советский спортсмен, футболист.
- Широков, Сергей Сергеевич — российский спортсмен, хоккеист.
- Липинец, Сергей Алексеевич — чемпион мира по боксу
- Доронин, Михаил Иванович — актёр, режиссёр, сценарист

## Достопримечательности
- Архитектурно-парковый ансамбль Сенницы (XVI—XVII вв.) (в парке свыше 300 видов деревьев и каскадная система прудов XIX века).
- Краеведческий музей.
- Памятник природы «Нагорная дубрава» (сохранился реликтовый дубовый лес, площадь 90 га).
- Усадьба графа Келлера.
- Троицкая церковь (построена в 1851 году).
- Древнее городище Ростиславль-Рязанский, расположенное неподалёку от села Сосновка.